# تاور دي أي
تاور دي أي (بالإنجليزية: Tour d'Aï)‏ هو أحد جبال سلسلة جبال الألب البرنية ويقع في كانتون فود في سويسرا. يحتل المرتبة رقم 346 في قائمة جبال سويسرا من حيث الارتفاع، إذ يبلغ ارتفاعه حوالي 2331 متر، بينما يبلغ ارتفاع نتوء الجبل 886 متر.